# Eurotournoi
L'Eurotournoi est un tournoi de handball organisé annuellement à Strasbourg au cours de l'été. Il met aux prises soit des clubs, soit des sélections nationales. Le premier Eurotournoi a eu lieu en 1994, les 27 et 28 août, à l'initiative des dirigeants de l'ASL Robertsau et de la section handball de l'Association Sportive de Strasbourg.
La compétition oppose habituellement six à huit clubs parmi les meilleurs de France et d'Europe. Elle se déroule alors fin août en vue de la préparation aux différents championnats nationaux. Depuis 2000 et tous les quatre ans, l'Eurotournoi regroupe quatre sélections nationales et sert de préparation au tournoi de handball des Jeux olympiques. En raison de la crise sanitaire, les éditions 2020 et 2021 de l'EuroTournoi n'ont pas pu avoir lieu. Depuis 2022, le tournoi prend un format de final four.

## Palmarès par édition
| Édition | Année | Vainqueur                        |
| ------- | ----- | -------------------------------- |
| 1e      | 1994  | Montpellier Handball             |
| 2e      | 1995  | US Créteil                       |
| 3e      | 1996  | RK Celje                         |
| 4e      | 1997  | TV Großwallstadt                 |
| 5e      | 1998  | SC Magdebourg                    |
| 6e      | 1999  | Chambéry SH                      |
| 7e      | 2000  | Russie                           |
| 8e      | 2001  | Chambéry SH (2)                  |
| 9e      | 2002  | THW Kiel                         |
| 10e     | 2003  | Chambéry SH (3)                  |
| 11e     | 2004  | France                           |
| 12e     | 2005  | VfL Gummersbach                  |
| 13e     | 2006  | BM Ciudad Real                   |
| 14e     | 2007  | BM Ciudad Real (2)               |
| 15e     | 2008  | France (2)                       |
| 16e     | 2009  | HSV Hambourg                     |
| 17e     | 2010  | Montpellier AHB (2)              |
| 18e     | 2011  | Montpellier AHB (3)              |
| 19e     | 2012  | France (3)                       |
| 20e     | 2013  | Paris Saint-Germain              |
| 21e     | 2014  | Paris Saint-Germain (2)          |
| 22e     | 2015  | Veszprém KSE                     |
| 23e     | 2016  | France (4)                       |
| 24e     | 2017  | Montpellier Handball (4)         |
| 25e     | 2018  | Paris Saint-Germain (3)          |
| 26e     | 2019  | Montpellier Handball (5)         |
| 27e     | 2022  | Paris Saint-Germain Handball (4) |
| 28e     | 2023  | SC Pick Szeged                   |

- Tournois pré-olympiques entre sélections nationales

## Compétition entre clubs

### Tournois 1994 à 1999
| Rang | Équipe                |
| ---- | --------------------- |
| 1    | Montpellier Handball  |
| 2    | USM Gagny             |
| 3    | SC Sélestat           |
| 4    | RC Strasbourg         |
| 5    | UMS Pontault-Combault |
| 6    | ATV Bâle              |
| 7    | TuS Schutterwald (de) |
| 8    | Initia HC Hasselt     |

| Rang | Équipe                  |
| ---- | ----------------------- |
| 1    | US Créteil              |
| 2    | Montpellier Handball    |
| 3    | SC Sélestat             |
| 4    | Istres Sports           |
| 5    | Ferencváros TC Budapest |
| 6    | Steaua Bucarest         |
| 7    | Pfadi Winterthur        |
| 8    | SC Magdebourg           |

| Rang | Équipe                |
| ---- | --------------------- |
| 1    | RK Celje              |
| 2    | PSG-Asnières          |
| 3    | Granitas Kaunas       |
| 4    | TuS Schutterwald (de) |
| 5    | Istres Sports         |
| 6    | US Créteil            |
| 7    | ASL Robertsau         |
| 8    | SC Sélestat           |

| Rang | Équipe                  |
| ---- | ----------------------- |
| 1    | TV Großwallstadt        |
| 2    | Ferencváros TC Budapest |
| 3    | SO Chambéry             |
| 4    | ABC Braga               |
| 5    | Dinamo Astrakhan        |
| 6    | US Créteil              |
| 7    | SC Sélestat             |
| 8    | ASL Robertsau           |

| Rang | Équipe               |
| ---- | -------------------- |
| 1    | SC Magdebourg        |
| 2    | Montpellier Handball |
| 3    | CB Ademar León       |
| 4    | TV Großwallstadt     |
| 5    | SO Chambéry          |
| 6    | SC Sélestat          |
| 7    | Drammen HK           |
| 8    | ASL Robertsau        |

| Rang | Équipe               |
| ---- | -------------------- |
| 1    | SO Chambéry          |
| 2    | RK Celje             |
| 3    | Montpellier Handball |
| 4    | Honda Suzuka         |
| 5    | SC Sélestat          |
| 6    | SC Pick Szeged       |
| 7    | Granitas Kaunas      |
| 8    | Sporting Toulouse    |

### Tournois 2001 à 2003
| Rang | Équipe               |
| ---- | -------------------- |
| 1    | SO Chambéry (2)      |
| 2    | BM Altea             |
| 3    | Montpellier Handball |
| 4    | Dunaferr HK          |
| 5    | SC Magdebourg        |
| 6    | SC Sélestat          |
| 7    | PSG-Asnières         |
| 8    | RK Metković          |

| Rang | Équipe               |
| ---- | -------------------- |
| 1    | THW Kiel             |
| 2    | Montpellier Handball |
| 3    | France A'            |
| 4    | ZTR Zaporozhye       |
| 5    | SO Chambéry          |
| 6    | Veszprém KSE         |
| 7    | SC Sélestat          |
| 8    | Pallamano Conversano |

| Rang | Équipe               |
| ---- | -------------------- |
| 1    | Chambéry SH (3)      |
| 2    | Redbergslids IK      |
| 3    | Égypte               |
| 4    | France A'            |
| 5    | Medvedi Tchekhov     |
| 6    | Montpellier Handball |

### Tournois 2005 à 2007
| Rang | Équipe               |
| ---- | -------------------- |
| 1    | VfL Gummersbach      |
| 2    | BM Valladolid        |
| 3    | HSG Nordhorn         |
| 4    | Chambéry SH          |
| 5    | Montpellier Handball |
| 6    | ZTR Zaporozhye       |

| Rang | Équipe                 |
| ---- | ---------------------- |
| 1    | BM Ciudad Real         |
| 2    | Montpellier Handball   |
| 3    | GO Gudme Svendborg TGI |
| 4    | Chambéry SH            |
| 5    | Pick Szeged            |
| 6    | IK Sävehof             |

| Rang | Équipe               |
| ---- | -------------------- |
| 1    | BM Ciudad Real (2)   |
| 2    | Montpellier Handball |
| 3    | Chambéry SH          |
| 4    | FC Copenhague        |
| 5    | BM Valladolid        |
| 6    | RK Zagreb            |

### Tournois 2009 à 2011
| Rang | Équipe                |
| ---- | --------------------- |
| 1    | HSV Hambourg          |
| 2    | Montpellier AHB       |
| 3    | Medvedi Tchekhov      |
| 4    | Bjerringbro-Silkeborg |
| 5    | Rhein Neckar Löwen    |
| 6    | Chambéry SH           |

| Rang | Équipe               |
| ---- | -------------------- |
| 1    | Montpellier AHB      |
| 2    | Chambéry SH          |
| 3    | Medvedi Tchekhov     |
| 4    | RK Celje             |
| 5    | Dunkerque HBGL       |
| 6    | CB Ciudad de Logroño |

| Rang | Équipe               |
| ---- | -------------------- |
| 1    | Montpellier AHB      |
| 2    | Chambéry SH          |
| 3    | Rhein Neckar Löwen   |
| 4    | Veszprém KSE         |
| 5    | Saint-Pétersbourg HC |
| 6    | BM Granollers        |

### Tournois 2013 à 2015
| Rang | Équipe              |
| ---- | ------------------- |
| 1    | Paris Saint-Germain |
| 2    | Veszprém KSE        |
| 3    | Dunkerque HGL       |
| 4    | RK Vardar Skopje    |
| 5    | Chambéry SH         |
| 6    | BM Aragón           |

| Rang | Équipe               |
| ---- | -------------------- |
| 1    | Paris Saint-Germain  |
| 2    | Montpellier Handball |
| 3    | KS Kielce            |
| 4    | Medvedi Tchekhov     |
| 5    | Chambéry Savoie HB   |
| 6    | El Jaish SC          |

| Rang | Équipe               |
| ---- | -------------------- |
| 1    | Veszprém KSE         |
| 2    | Paris Saint-Germain  |
| 3    | Montpellier Handball |
| 4    | Kadetten Schaffhouse |
| 5    | Naturhouse La Rioja  |
| 6    | Chambéry Savoie HB   |

### Tournois 2017 à 2019
| Rang | Équipe               |
| ---- | -------------------- |
| 1    | Montpellier Handball |
| 2    | Elverum Handball     |
| 3    | Chambéry SMB HB      |
| 4    | Medvedi Tchekhov     |
| 5    | Naturhouse La Rioja  |
| 6    | RK Zagreb            |

| Rang | Équipe                  |
| ---- | ----------------------- |
| 1    | Paris Saint-Germain     |
| 2    | Montpellier Handball    |
| 3    | HC Meshkov Brest        |
| 4    | Veszprém KSE            |
| 5    | RK Vardar Skopje        |
| 6    | Handball Club de Nantes |

| Rang | Équipe                  |
| ---- | ----------------------- |
| 1    | Montpellier Handball    |
| 2    | SC Pick Szeged          |
| 3    | Medvedi Tchekhov        |
| 4    | Handball Club de Nantes |
| 5    | Benfica Lisbonne        |
| 6    | Elverum Handball        |

### Tournois depuis 2020
| Rang | Équipe                       |
| ---- | ---------------------------- |
| 1    | Paris Saint-Germain Handball |
| 2    | HBC Nantes                   |
| 3    | MT Melsungen                 |
| 4    | FC Porto                     |

| Rang | Équipe                              |
| ---- | ----------------------------------- |
| 1    | SC Pick Szeged                      |
| 2    | HBC Nantes                          |
| 3    | Chambéry Savoie Mont Blanc Handball |
| 4    | Elverum Handball                    |

## Compétition entre sélections nationales
Tous les quatre ans depuis 2000, l'Eurotournoi prend la forme d'un tournoi préolympique mettant aux prises quatre sélections nationales.
| Rang | Équipe    |
| ---- | --------- |
| 1    | Russie    |
| 2    | Allemagne |
| 3    | France    |
| 4    | Portugal  |

| Rang | Équipe  |
| ---- | ------- |
| 1    | France  |
| 2    | Hongrie |
| 3    | Espagne |
| 4    | Égypte  |

| Rang | Équipe     |
| ---- | ---------- |
| 1    | France (2) |
| 2    | Espagne    |
| 3    | Égypte     |
| 4    | Islande    |

| Rang | Équipe     |
| ---- | ---------- |
| 1    | France (3) |
| 2    | Espagne    |
| 3    | Islande    |
| 4    | Tunisie    |

| Rang | Équipe     |
| ---- | ---------- |
| 1    | France (4) |
| 2    | Danemark   |
| 3    | Allemagne  |
| 4    | Égypte     |